# Allgemeine Zeitung (1945)
Die Allgemeine Zeitung war eine deutschsprachige Zeitung, die 1945  von der amerikanischen Armee für die Berliner Bevölkerung herausgegeben wurde.

## Geschichte
Am 8. August 1945 erschien die erste Ausgabe der Allgemeinen Zeitung als erster Zeitung der amerikanischen Besatzungsbehörden nach deren Einzug in Berlin. Chefredakteur wurde der aus Berlin stammende amerikanische Captain Hans Wallenberg, der in den 1920er und frühen 1930er Jahren Journalist in seiner Heimatstadt gewesen war. Die Lokalredaktion leitete der ebenfalls aus Berlin stammende Sergeant Peter H. Weidenreich (später Wyden), seine Mitarbeiter waren Egon Bahr (später Berater von Bundeskanzler Willy Brandt) und Peter Boenisch (später Regierungssprecher der BRD). Literaturkritiker war Paul Wiegler, Theaterkritiker der bekannte Alfred Kerr. 
Die Allgemeine Zeitung wollte nicht nur offizielle Verlautbarungen der amerikanischen Besatzungsbehörden bekannt geben, sondern vor allem durch eine freie Berichterstattung das Denken der Bevölkerung im liberalen Geist beeinflussen. Es gab Berichte über internationale und lokale Ereignisse, über Kultur und Sport. Die Allgemeine Zeitung sollte ein formales Vorbild für neue deutsche Zeitungen in den westlichen Sektoren sein, die bald zugelassen werden sollten.
Die Zeitung erschien dienstags, donnerstags und samstags. Die Auflage lag anfangs bei 200.000 Exemplaren und wurde bald auf 350.000 Exemplare gesteigert. Sie war damit kurzzeitig die auflagenstärkste Zeitung in Berlin. Die Allgemeine Zeitung war bei den Lesern sehr beliebt, vor allem wegen ihrer sachlichen Berichterstattung.
Am 15. November 1945 erschien bereits die letzte Ausgabe. Die Redaktion wechselte meist zur Berliner Ausgabe der Neuen Zeitung, die von der US-Armee für ihre gesamte Besatzungszone herausgegeben wurde. Als erste deutsche Tageszeitung in den westlichen Sektoren von Berlin war kurz zuvor Der Tagesspiegel gegründet worden.